# Edgar Wais
Edgar Wais (* 3. März 1940 in Stuttgart) ist ein deutscher Politiker.

## Leben
Edgar Wais ist der Sohn des Malers und Grafikers Alfred Wais. Der promovierte Jurist und Kommunalpolitiker wurde 1966 an der Universität Tübingen mit der Arbeit Die Verwertbarkeit fehlerhaft erzielter Beweisergebnisse und rechtswidrig erlangter Beweismittel im Zivilprozeß promoviert. In Tübingen wurde er 1959 Mitglied der Studentenverbindung AG Rothenburg. Er war von 1985 bis zu seinem Ruhestand 2005 Landrat des Landkreises Reutlingen. 1997 bis 2005 war er Präsident des Landkreistags Baden-Württemberg und ab 1999 zugleich Vizepräsident des Deutschen Landkreistags. Wais war kraft seines Amtes in mehreren Ausschüssen, Verwaltungs- und Aufsichtsräten auf Landes- und Bundesebene tätig. 2005 trat er in den Ruhestand. Im gleichen Jahr wurde ihm der Verdienstorden des Landes Baden-Württemberg verliehen. Seit 2005 ist er Vorsitzender der Härtefallkommission des Landes BW.